# Vélu
Vélu ist eine Gemeinde im französischen Département Pas-de-Calais in der Region Hauts-de-France. Sie gehört zum Kanton Bapaume im Arrondissement Arras. Sie grenzt im Westen und im Nordwesten an Lebucquière, im Nordosten an Beaumetz-lès-Cambrai, im Südosten und im Süden an Bertincourt und im Südwesten an Haplincourt.

## Bevölkerungsentwicklung
| Jahr      | 1962 | 1968 | 1975 | 1982 | 1990 | 1999 | 2008 | 2013 |
| --------- | ---- | ---- | ---- | ---- | ---- | ---- | ---- | ---- |
| Einwohner | 191  | 187  | 134  | 138  | 130  | 136  | 127  | 138  |

## Sehenswürdigkeiten
- Kirche Saint-Amand